# Nolan Wallach
Nolan Russell Wallach (né le 3 août 1940) est un mathématicien connu pour ses travaux sur la théorie des représentations des groupes algébriques réductifs. Il est l'auteur du traité en deux volumes Real Reductive Groups.

## Formation et carrière
Wallach fait ses études de premier cycle à l'université du Maryland, où il obtient son diplôme en 1962. Il soutient son doctorat à l'université de Washington de Saint-Louis en 1966, sous la direction de Jun-Ichi Hano,.
Il devient instructeur puis chargé de cours à l'université de Californie à Berkeley. À l'université Rutgers, il devient maître de conférences en 1969, professeur associé en 1970, professeur titulaire en 1972 et professeur Hermann Weyl de mathématiques en 1986. En 1989, il est recruté comme professeur à l'université de Californie à San Diego, où il est aujourd'hui professeur émérite. De 1997 à 2003, il est éditeur associé des Annals of Mathematics et, de 1996 à 1998, éditeur associé du Bulletin of the American Mathematical Society.
Wallach est lauréat d'une bourse Sloan de 1972 à 1974. En 1978, il est conférencier invité au Congrès international des mathématiciens à Helsinki, où il donne un exposé intitulé « Le spectre des quotients compacts des groupes de Lie semi-simples ». Il est élu membre de l'Académie américaine des arts et des sciences en 2004 et membre de l'American Mathematical Society en 2012,. Parmi ses doctorants figurent Alvany Rocha (en), Fellow de l'AMS. Il dirige plus de dix-huit thèses de doctorat. Outre la théorie des représentations, Wallach publie également plus de cent cinquante articles dans les domaines de la géométrie algébrique, de la combinatoire, des équations différentielles, de l'analyse harmonique, de la théorie des nombres, de la théorie quantique de l'information, de la géométrie riemannienne et de la théorie des anneaux.

## Publications choisies

### Articles
- avec Michel Cahen, « Lorentzian symmetric spaces », Bull. Amer. Math. Soc., vol. 76, no 3,‎ 1970, p. 585–591 (DOI 10.1090/S0002-9904-1970-12448-X, MR 0267500)
- avec Manfredo do Carmo, « Minimal immersions of spheres into spheres », Annals of Mathematics, vol. 93,‎ 1971, p. 43-62 (JSTOR 1970752)
- « Compact homogeneous Riemannian manifolds with strictly positive curvature », Annals of Mathematics, vol. 96,‎ 1972, p. 277-295 (DOI 10.2307/1970789)
- avec S. Aloff, « An infinite number of distinct 7-manifolds admitting positively curved Riemannian structures », Bull. Amer. Math. Soc., vol. 81,‎ 1975, p. 93-97 (DOI 10.1090/S0002-9904-1975-13649-4, MR 0370624)
- avec D. DeGeorge, « Limit formulas for multiplicities in L2(Γ \ G) », Annals of Mathematics, vol. 107,‎ 1978, p. 133-150. (DOI 10.2307/1971140)
- avec Roe Goodman, « Classical and quantum mechanical systems of Toda lattice type, Part I », Comm. Math. Phys., vol. 83,‎ 1982, p. 355-386 (DOI 10.1007/BF01213608, MR 0649809) ; « Part II », Comm. Math. Phys., vol. 94,‎ 1984, p. 177-217 (DOI 10.1007/BF01209301, MR 0761793) ; « Part III », Comm. Math. Phys., vol. 105,‎ 1986, p. 473-509 (DOI 10.1007/BF01205939, MR 0848652)
- avec A. Rocha-Caridi, « Characters of irreducible representations of the Lie algebra of vector fields on the circle », Invent. Math., vol. 72,‎ 1983, p. 57-75 (DOI 10.1007/BF01389129)
- avec A. Rocha-Caridi, « Highest weight modules over graded Lie algebras: resolutions, filtrations and character formulas », Transactions of the American Mathematical Society, vol. 277,‎ 1983, p. 133-162 (DOI 10.1090/S0002-9947-1983-0690045-3, MR 690045)
- avec T. Enright et R. Howe, « A classification of unitary highest weight modules », dans Representation theory of reductive groups (Park City, Utah 1982), vol. 40, Birkhäuser, coll. « Progress in Mathematics », 1983 (DOI 10.1007/978-1-4684-6730-7_7), p. 97-143
- avec A. Rocha-Caridi, « Characters of irreducible representations of the Virasoro Algebra », Mathematische Zeitschrift, vol. 185,‎ 1984, p. 1-21 (lire en ligne)
- « Invariant differential operators on a reductive Lie algebra and Weyl group representations », J. Amer. Math. Soc., vol. 6, no 4,‎ 1993, p. 779-816 (DOI 10.2307/2152740)
- « Quantum computing and entanglement for mathematicians », dans Representation theory and complex analysis, vol. 1931, Springer, coll. « Lecture Notes in Math. », 2008, 345-376 p. (DOI 10.1007/978-3-540-76892-0_6)
- avec G. Gour, « Classification of multipartite entanglement of all finite dimensionality », Phys. Rev. Lett., vol. 111,‎ 2013 (DOI 10.1103/PhysRevLett.111.060502, MR 060502)

### Livres
- Harmonic analysis on homogeneous spaces, New York, Marcel Dekker, 1973
- Symplectic geometry and Fourier analysis, Brookline, Math. Science Press, 1977[7]
- Real Reductive Groups, vol. 1, Academic Press, 1988[8] ; vol. 2, 1992[9]
- with Roe Goodman, Representations and invariants of the classical groups, Cambridge University Press, 1998[10] ; première édition paperback en 1999 ; réédition avec corrections en 2003[11]
- avec Armand Borel, Continuous cohomology, discrete subgroups and representations of reductive groups, vol. 94, American Mathematical Society, coll. « Annals of Mathematical Studies », 2013, 2e éd. (1re éd. 1980) (lire en ligne)
- with Roe Goodman, Symmetry, representations, and invariants, Springer, coll. « Graduate Texts in Mathematics », 2009 (lire en ligne)[12]
- Geometric Invariant Theory : Over the Real and Complex Numbers, Springer, coll. « Universitext », 2017 (lire en ligne)